# 1260
1260 (MCCLX) fue un año bisiesto comenzado en jueves del calendario juliano.

## Acontecimientos
- Alfonso X conquista El Puerto de Santa María a los musulmanes.
- Alfonso X otorga un permiso extraordinario a la comunidad judía de Toledo para construir la Sinagoga Mayor de Toledo (hoy Santa María la Blanca).
- Año en que según la prueba del carbono 14 fue fabricada la Sábana Santa.
- Fundación de la marca cervecera Palomera 1260
- El sultanato mameluco de Egipto derrota a los mongoles en la batalla de Ain Yalut, evitando que estos conquisten palestina e invadan Egipto

## Nacimientos
- Andrónico II Paleólogo, emperador bizantino.
- Enguerrand de Marigny, chambelán y ministro del rey
- Felipe IV de Francia el Hermoso.